# Jae Kingi
Jae Monique Kingi (nacida el 20 de enero de 1976 en Wellington,  Nueva Zelanda) es una exjugadora de baloncesto australiana. Consiguió la medalla de bronce con Australia en el mundial de China 2002.